# Aprendiente
Se denomina aprendiente al individuo en proceso de aprendizaje permanente, independiente, colectivo y autónomo. En la teoría del aprendizaje actual donde el alumno escucha y asiente a todo aquello que indique el docente, el término alumno cae en desuso debido a la condición pasiva del sujeto. Esa condición pasiva ya había sido reconocida por Paulo Freire, quien objetaba la educación tradicional y nombraba a aprendiente y enseñante como sujetos políticos que intervienen en el proceso educativo, en una relación dialéctica y dinámica. Sujeto aprendiente, desde su pedagogía crítica, sería quien cuestionara y pensara críticamente sobre su realidad a partir de su problemática individual y colectiva dentro de un contexto social, en el que la educación busca ser liberadora. El aprendiente es el aprendiz que en forma activa asume la responsabilidad de su aprendizaje gracias a la guía y apoyo de su profesor o de alguno de sus pares o bien en el caso de aprendizaje de idiomas por inmersión lingüística. Una comunidad que aprende en forma colaborativa, autónoma, responsable, permanente e independiente es una comunidad de aprendientes.